# Bowal
Als Bowal (Plural: bowé) bezeichnet man in Westafrika einen speziellen Savannentyp auf staunassen, dünnen Böden über Lateritkrusten. Die Vegetation ist hauptsächlich von Süßgräsern und Sauergräsern geprägt, es gibt in der Regel keine Gehölze, aber oft fleischfressende Pflanzen. Außerdem ist der Anteil einjähriger Pflanzen und solcher mit C4-Stoffwechsel vergleichsweise höher als in anderen Savannen.